# テンリー・オルブライト
テンリー・エマ・オルブライト（Tenley Emma Albright、1935年7月18日 - ）は、アメリカ合衆国マサチューセッツ州ニュートン出身の女性フィギュアスケート選手。1956年コルティナダンペッツォオリンピック女子シングル金メダリスト。

## 経歴

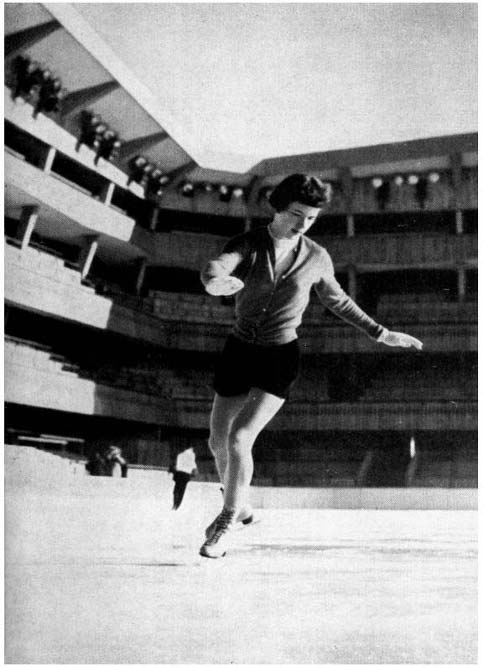
1956オリンピック

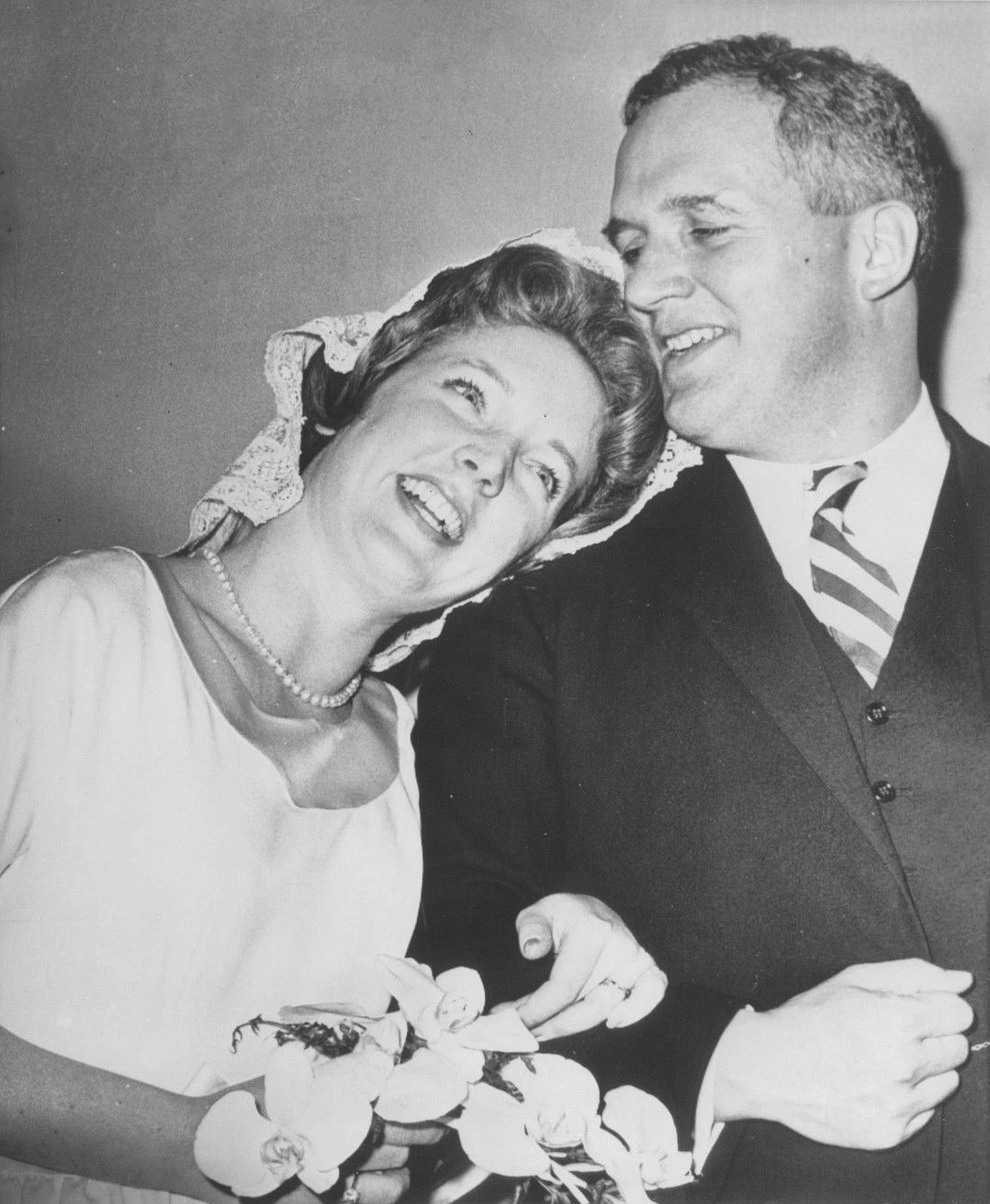
1961年

1952年全米フィギュアスケート選手権で優勝し、同年のオスロオリンピックで銀メダルを獲得。1953年世界フィギュアスケート選手権で優勝し、アメリカ女子選手として初めて世界女王となった。
2度目のオリンピックとなる1956年のコルチナダンペッツォオリンピックでは、オリンピックまで2週間を切ったときになり、オルブライトは練習中に氷の溝に足を取られ、転倒した。そのときに、左のスケート靴が右のブーツを突き破り、静脈を切り骨にまで影響を与えるような大けがを負ってしまった。しかし、2日後に外科医である父親が彼女を治療しにやってきたおかげで、本番では彼女は最高の演技ができ、審判11人中10人までが彼女を1番に評価し、金メダルを獲得。これはアメリカの女子選手として初めてのオリンピック金メダルでもあった。
1956年に引退。ほかの選手とは違いプロに転向することはなかった。彼女は、ハーバード・メディカルスクールを1961年に卒業し外科医となった。彼女は幼いときにポリオに罹患し入院したのが契機となり、医療の道を志すようになったという。

## 主な戦績
| 大会/年      | 1950-51 | 1951-52 | 1952-53 | 1953-54 | 1954-55 | 1955-56 |
| ------------ | ------- | ------- | ------- | ------- | ------- | ------- |
| オリンピック |         | 2       |         |         |         | 1       |
| 世界選手権   |         |         | 1       | 2       | 1       | 2       |
| 全米選手権   | 2       | 1       | 1       | 1       | 1       | 1       |